# Rok Klavora
Rok Klavora, slovenski telovadec, * 16. avgust 1988.
Klavora je slovenski orodni telovadec in trenira v športnem društvu Sokol Bežigrad. Njegov trener je Dejan Jovanovič.

## Največji uspehi

### Svetovni pokal
- 7.mesto - parter, Ostrava, 2007
- 7.mesto - preskok, Ostrava, 2007
- 7.mesto - parter, Glasgow, 2008
- 4.mesto - parter, Ostrava, 2008
- 3.mesto - parter, Montreal, 2009
- 6.mesto - parter, Maribor, 2009
- 2.mesto - parter, Maribor, 2010
- 6. mesto - parter, Ljubljana, 2015[1]